# Lost in Space Part I
Lost in Space Part I – minialbum grupy uzycznej Avantasia, wydany został 19 grudnia 2007 roku nakładem Nuclear Blast. W ramach promocji do utworu "Lost In Space" został zrealizowany teledysk.

## Lista utworów
Opracowano na podstawie materiału źródłowego.
1. "Lost In Space" (3:52)
2. "Lay All Your Love On Me" (ABBA cover) (4:23)
3. "Another Angel Down" (5:42)
4. "The Story Ain’t Over" (4:59)
5. "Return To Avantasia" (0:42)
6. "Ride The Sky" (Lucifer’s Friend cover) (2:55)

Bonus
1. Lost In Space (Video Clip)
2. Lost In Space (Making of Video Clip)
3. Photo Gallery + Poster

## Twórcy
Opracowano na podstawie materiału źródłowego.

- Tobias Sammet – śpiew, gitara basowa
- Sascha Paeth – gitara rytmiczna/prowadząca
- Eric Singer – perkusja
- Jørn Lande – śpiew w utworze nr 3
- Bob Catley – śpiew w utworze nr 4
- Amanda Somerville – śpiew w utworach nr 1 i 4
- Eric Singer – śpiew w utworze nr 6
- Michael "Miro" Rodenberg – instrumenty klawiszowe, orkiestracje
- Henjo Richter – gitaraw utworze nr 3